# Устя Ебри (департамент)
Департамент У́стя Е́бри (кат. Дапартаме́н Лас-Бо́кас-да-л'Е́бра, Departament de les Boques de l'Ebre, фр. Департа́мент Буш-де-л'Е́бр, Département des Bouches-de-l'Èbre) — французький департамент з центром у Льєйді за часів Французької імперії Наполеона І. Був створений 26 січня 1812 р., включав Південний Схід Каталонії (Нову Каталонію). Центром департаменту (префектурою) було проголошено м. Льєйду. Сарбера, Таррагона та Туртоза стали під-префектурами.
7 березня 1813 р. департамент Устя Ебри було об'єднано з департаментом Монсаррат в один департамент Устя Ебри — Монсаррат з центром (префектурою) у Барселоні.
Департамент припинив своє існування у 1814 року, коли Франція вивела свої війська з Іберійського півострова, які перебували там ще з 1807 року. Офіційно адміністративний поділ Каталонії на департаменти було скасовано 10 травня 1814 року.